# Dida
Nélson de Jesús e Silva (Irará, Bahía, 7 de octubre de 1973), más conocido como Dida, es un exfutbolista brasileño que jugaba de portero. Jugó la mayor parte de su carrera en el A. C. Milan, donde permaneció durante 9 temporadas, desde 2000 hasta 2010. También jugó en distintos clubes de Brasil. Su último equipo fue el S. C. Internacional de Porto Alegre.
En 2019, se anunció que sería el entrenador de porteros sub-17 del A. C. Milan.

## Trayectoria

### Inicios
Aunque nacido en Bahía, se crio en el estado de Alagoas. Ahí inició su carrera, en el Cruzeiro de Arapiraca. En 1992 firmó por el Vitória de Salvador de Bahía, donde ganó, en su primer año, el Campeonato Estatal.

### Cruzeiro
En 1994 se incorporó al Cruzeiro, donde permaneció cinco temporadas. En este tiempo conquistó tres campeonatos de Minas Gerais, una Copa de Brasil y una Copa Libertadores. En el plano personal, fue galardonado en dos ocasiones por el diario Placar como mejor guardameta de la Serie A.

### A. C. Milan
El éxito cosechado en su país le abrió las puertas de uno de los grandes clubes europeos, el italiano Milan, con el cual se proclamó campeón de clubes de Europa en 2003 y 2007.
En 2003 se consolidó como titular de la Selección de Brasil, la cual empezó las competiciones de las eliminatorias Mundialistas de Sudamérica para Alemania 2006, teniendo una excelente participación en estas, ya que fue titular en 16 partidos de los 18 reglamentarios. Jugó 1440 minutos y recibió 15 goles en toda la eliminatoria. Posteriormente ganó la Copa Confederaciones 2005 disputada en Alemania, y llegó a los cuartos de final en el Mundial 2006.
El 3 de octubre de 2007, en un encuentro de la fase de grupos de la Liga de Campeones de la UEFA, el Milan cae derrotado contra el Celtic de Escocia por 2 a 1, encuentro en el cual un aficionado del Celtic saltó al terreno de juego para celebrar un gol, pasando justo al frente del guardameta brasileño pasándole una mano junto a la cara, provocando que el jugador le persiguiera unos pocos metros, para dejarse caer en el terreno de juego en una actuación que toda la prensa mundial considera de "ridícula" al fingir una agresión, y abandonando el campo de juego en camilla siendo sustituido por el arquero suplente del conjunto milanés.
Dentro de otro capítulo infame, a Dida le cayó una bengala en el hombro en el derbi milanés, la hinchada fue multada y Dida tuvo quemaduras de segundo grado.
Dida terminó de proteger el arco milanés después del partido contra la Juventus (3-0 para el Milan), que era el último de la temporada 2009/10. Con su contrato expirado, Dida dejó el club italiano y jugó una temporada para el Cruzeiro.
El 2012 participó por primera vez en el fútbol playa en el Mundialito de Clubes de ese año, donde defendió la portería del Milan.

### Portuguesa
A mitad del 2012, es contratado por Portuguesa, firmando un contrato de dos años.

### Grêmio
El día 7 de diciembre de 2012 es contratado por el club Grêmio de Brasil.

## Selección nacional

### Participaciones en Copas del Mundo
| Copa              | Sede                  | Resultado        | Partidos | Goles |
| ----------------- | --------------------- | ---------------- | -------- | ----- |
| Copa Mundial 1998 | Francia               | Subcampeón       | 0        | 0     |
| Copa Mundial 2002 | Corea del Sur y Japón | Campeón          | 0        | 0     |
| Copa Mundial 2006 | Alemania              | Cuartos de final | 5        | -2    |

### Participaciones en Copa América
| Copa              | Sede     | Resultado        | Partidos | Goles |
| ----------------- | -------- | ---------------- | -------- | ----- |
| Copa América 1995 | Uruguay  | Subcampeón       | 2        | 0     |
| Copa América 1999 | Paraguay | Campeón          | 6        | -2    |
| Copa América 2001 | Colombia | Cuartos de final | 0        | 0     |

### Participaciones en Copas Confederaciones
| Copa                      | Sede                  | Resultado    | Partidos | Goles |
| ------------------------- | --------------------- | ------------ | -------- | ----- |
| Copa Confederaciones 1997 | Arabia Saudita        | Campeón      | 5        | -2    |
| Copa Confederaciones 1999 | México                | Subcampeón   | 5        | -6    |
| Copa Confederaciones 2001 | Corea del Sur y Japón | Cuarto lugar | 5        | -3    |
| Copa Confederaciones 2003 | Francia               | Primera fase | 3        | -3    |
| Copa Confederaciones 2005 | Alemania              | Campeón      | 4        | -4    |

## Estadísticas

### Clubes
| Club | Temporada     | Div.          | Liga  | Liga  | Copas nacionales(1) | Copas nacionales(1) | Torneos internacionales(2) | Torneos internacionales(2) | Otros(3) | Otros(3) | Total | Total |
| Club | Temporada     | Div.          | Part. | Goles | Part.               | Goles               | Part.                      | Goles                      | Part.    | Goles    | Part. | Goles |
| --- | ------------- | ------------- | ----- | ----- | ------------------- | ------------------- | -------------------------- | -------------------------- | -------- | -------- | ----- | ----- |
| E. C. Vitória · Brasil | 1992          | 2.ª           |       |       |                     |                     |                            |                            |          |          |       | 0     |
| E. C. Vitória · Brasil | 1993          | 1.ª           | 24    | 0     | 0                   | 0                   | 0                          | 0                          | 0        | 0        | 24    | 0     |
| E. C. Vitória · Brasil | Total club    | Total club    | 24    | 0     | 0                   | 0                   | 0                          | 0                          | 0        | 0        | 24    | 0     |
| Cruzeiro E. C. · Brasil | 1994          | 1.ª           | 23    | 0     | 0                   | 0                   | 6                          | 0                          | 0        | 0        | 29    | 0     |
| Cruzeiro E. C. · Brasil | 1995          | 1.ª           | 20    | 0     | 3                   | 0                   | 8                          | 0                          | 0        | 0        | 31    | 0     |
| Cruzeiro E. C. · Brasil | 1996          | 1.ª           | 22    | 0     | 9                   | 0                   | 0                          | 0                          | 0        | 0        | 31    | 0     |
| Cruzeiro E. C. · Brasil | 1997          | 1.ª           | 25    | 0     | 2                   | 0                   | 20                         | 0                          | 1        | 0        | 48    | 0     |
| Cruzeiro E. C. · Brasil | 1998          | 1.ª           | 30    | 0     | 5                   | 0                   | 14                         | 0                          | 0        | 0        | 49    | 0     |
| Cruzeiro E. C. · Brasil | Total club    | Total club    | 120   | 0     | 19                  | 0                   | 48                         | 0                          | 1        | 0        | 188   | 0     |
| S. C. Corinthians · Brasil | 1999          | 1.ª           | 25    | 0     | 0                   | 0                   | 0                          | 0                          | 0        | 0        | 25    | 0     |
| S. C. Corinthians · Brasil | 2000          | 1.ª           | 0     | 0     | 0                   | 0                   | 11                         | 0                          | 4        | 0        | 15    | 0     |
| S. C. Corinthians · Brasil | Total club    | Total club    | 25    | 0     | 0                   | 0                   | 11                         | 0                          | 4        | 0        | 40    | 0     |
| A. C. Milan · Italia | 2000-01       | 1.ª           | 1     | 0     | 0                   | 0                   | 6                          | 0                          | 0        | 0        | 7     | 0     |
| A. C. Milan · Italia | 2002-03       | 1.ª           | 30    | 0     | 0                   | 0                   | 14                         | 0                          | 0        | 0        | 44    | 0     |
| A. C. Milan · Italia | 2003-04       | 1.ª           | 32    | 0     | 2                   | 0                   | 10                         | 0                          | 1        | 0        | 45    | 0     |
| A. C. Milan · Italia | 2004-05       | 1.ª           | 36    | 0     | 0                   | 0                   | 13                         | 0                          | 1        | 0        | 50    | 0     |
| A. C. Milan · Italia | 2005-06       | 1.ª           | 36    | 0     | 0                   | 0                   | 12                         | 0                          | 0        | 0        | 48    | 0     |
| A. C. Milan · Italia | 2006-07       | 1.ª           | 25    | 0     | 3                   | 0                   | 13                         | 0                          | 0        | 0        | 41    | 0     |
| A. C. Milan · Italia | 2007-08       | 1.ª           | 13    | 0     | 0                   | 0                   | 5                          | 0                          | 2        | 0        | 20    | 0     |
| A. C. Milan · Italia | 2008-09       | 1.ª           | 10    | 0     | 1                   | 0                   | 8                          | 0                          | 0        | 0        | 19    | 0     |
| A. C. Milan · Italia | 2009-10       | 1.ª           | 23    | 0     | 0                   | 0                   | 5                          | 0                          | 0        | 0        | 28    | 0     |
| A. C. Milan · Italia | Total club    | Total club    | 206   | 0     | 6                   | 0                   | 86                         | 0                          | 4        | 0        | 302   | 0     |
| S. C. Corinthians · Brasil | 2001          | 1.ª           | 8     | 0     | 0                   | 0                   | 0                          | 0                          | 0        | 0        | 8     | 0     |
| S. C. Corinthians · Brasil | 2002          | 1.ª           | 0     | 0     | 9                   | 0                   | 0                          | 0                          | 18       | 0        | 27    | 0     |
| S. C. Corinthians · Brasil | Total club    | Total club    | 8     | 0     | 9                   | 0                   | 0                          | 0                          | 18       | 0        | 35    | 0     |
| Portuguesa · Brasil | 2012          | 1.ª           | 32    | 0     | 0                   | 0                   | 0                          | 0                          | 0        | 0        | 32    | 0     |
| Grêmio F. B. P. A. · Brasil | 2013          | 1.ª           | 37    | 0     | 6                   | 0                   | 8                          | 0                          | 9        | 0        | 60    | 0     |
| S. C. Internacional · Brasil | 2014          | 1.ª           | 27    | 0     | 5                   | 0                   | 2                          | 0                          | 7        | 0        | 41    | 0     |
| S. C. Internacional · Brasil | 2015          | 1.ª           | 0     | 0     | 0                   | 0                   | 0                          | 0                          | 1        | 0        | 1     | 0     |
| S. C. Internacional · Brasil | Total club    | Total club    | 27    | 0     | 5                   | 0                   | 2                          | 0                          | 8        | 0        | 42    | 0     |
| Total carrera | Total carrera | Total carrera | 479   | 0     | 45                  | 0                   | 153                        | 0                          | 37       | 0        | 723   | 0     |
| (1) Incluye datos de la Copa de Brasil (1995-14) y Copa Italia (2000-10). (2) Incluye datos de la Copa Libertadores (1994-15), Supercopa Sudamericana (1994-97), Copa Mercosur (1997-99), Liga de Campeones de la UEFA (2000-10), Copa de la UEFA (2008-09) y Copa Sudamericana (2014). (3) Incluye datos de la Copa Intercontinental (1997-03), Copa Mundial de Clubes de la FIFA (2000-07), Supercopa de Europa (2003-07) y Supercopa de Italia (2004). |               |               |       |       |                     |                     |                            |                            |          |          |       |       |

## Palmarés

### Títulos nacionales
| Título              | Club              | País   | Año  |
| ------------------- | ----------------- | ------ | ---- |
| Copa de Brasil      | Cruzeiro E. C.    | Brasil | 1996 |
| Serie A             | S. C. Corinthians | Brasil | 1999 |
| Copa de Brasil      | S. C. Corinthians | Brasil | 2002 |
| Copa Italia         | A. C. Milan       | Italia | 2003 |
| Serie A             | A. C. Milan       | Italia | 2004 |
| Supercopa de Italia | A. C. Milan       | Italia | 2004 |

### Títulos internacionales
| Título                       | Equipo (*)                   | Sede                  | Año  |
| ---------------------------- | ---------------------------- | --------------------- | ---- |
| Sudamericano Sub-20          | Selección de Brasil sub-20   | Colombia              | 1992 |
| Copa Mundial Sub-20          | Selección de Brasil sub-20   | Australia             | 1993 |
| Preolímpico Sudamericano     | Selección de Brasil sub-23   | Argentina             | 1996 |
| Juegos Olímpicos             | Selección olímpica de Brasil | Atlanta               | 1996 |
| Copa Libertadores            | Cruzeiro E. C.               | Belo Horizonte        | 1997 |
| Copa Confederaciones         | Selección de Brasil          | Arabia Saudita        | 1997 |
| Recopa Sudamericana          | Cruzeiro E. C.               | Buenos Aires          | 1998 |
| Copa América                 | Selección de Brasil          | Paraguay              | 1999 |
| Copa Mundial de Clubes       | S. C. Corinthians            | Río de Janeiro        | 2000 |
| Copa Mundial de la FIFA      | Selección de Brasil          | Corea del Sur y Japón | 2002 |
| Liga de Campeones de la UEFA | A. C. Milan                  | Mánchester            | 2003 |
| Supercopa de Europa          | A. C. Milan                  | Mónaco                | 2003 |
| Copa Confederaciones         | Selección de Brasil          | Alemania              | 2005 |
| Liga de Campeones de la UEFA | A. C. Milan                  | Atenas                | 2007 |
| Supercopa de Europa          | A. C. Milan                  | Mónaco                | 2007 |
| Copa Mundial de Clubes       | A. C. Milan                  | Yokohama              | 2007 |

(*) Incluyendo la selección.

### Palmarés oficial
| Equipo(s)         | Equipo(s)           | Nacionales                  | Nacionales                  | Nacionales                  | Subtotal                    | Continentales | Continentales              | Mundiales    | Mundiales                     | Subtotal | Total |
| ----------------- | ------------------- | --------------------------- | --------------------------- | --------------------------- | --------------------------- | ------------- | -------------------------- | ------------ | ----------------------------- | -------- | ----- |
| Equipo(s)         | Equipo(s)           | Liga                        | Copa                        | Supercopa                   | Subtotal                    | C1            | C2                         | M1           | M2                            | Subtotal | Total |
| Bandera de Brasil | Cruzeiro E. C.      | -                           |                             | No compitio                 | 1                           |               |                            | -            | No compitio a nivel de clubes | 2        | 3     |
| Bandera de Brasil | S. C. Corinthians   |                             |                             | No compitio                 | 2                           | -             | -                          |              | No compitio a nivel de clubes | 1        | 3     |
| Bandera de Italia | A. C. Milan         |                             |                             |                             | 3                           |               |                            |              | No compitio a nivel de clubes | 5        | 8     |
| Bandera de Brasil | Selección de Brasil | No compite a nivel nacional | No compite a nivel nacional | No compite a nivel nacional | No compite a nivel nacional |               | Medalla de oro preolímpica | Mundial 2002 | [ 4 ]                         | 7        | 7     |
| Total             | Total               | 2                           | 3                           | 1                           | 6                           | 4             | 5                          | 3            | 3                             | 15       | 21    |

## Asuntos legales
Durante la temporada 2000-01 de la Serie A, Dida estuvo entre varios jugadores, incluidos Juan Sebastián Verón, Álvaro Recoba y el entonces futuro compañero de equipo del Milán Cafú, quienes estuvieron implicados en un escándalo de liga que involucraba pasaportes europeos fraudulentos. Dida se había unido al A. C. Milan con un pasaporte portugués para obtener el estatus de la Unión Europea, ya que el Milan ya había alcanzado su límite de jugadores fuera de la Unión Europea en ese momento con Andriy Shevchenko, Serginho y el mediocampista croata Zvonimir Boban. Sin embargo, luego de una verificación de rutina que reveló que el documento era ilegal, Milan lo volvió a registrar rápidamente como un jugador fuera de la Unión Europea. En junio de 2001, la Federación Italiana de Fútbol multó al club con 314.000 libras esterlinas y expulsó a Dida de la liga durante un año, mientras que la FIFA impuso una prohibición de un año del juego internacional. Milán lo cedió de nuevo al S. C. Corinthians para la temporada 2001-02 de acuerdo con la suspensión de la liga. El 3 de abril de 2003, tras comparecer ante el tribunal de Milán, Dida fue condenado a siete meses de prisión condicional.